# Hayley Arceneaux
Hayley Arceneaux é uma enfermeira do St. Jude Children's Research Hospital, sobrevivente de câncer ósseo e astronauta comercial que agora é uma doutora associada; ela se juntou ao bilionário Jared Isaacman no primeiro voo particular da SpaceX, Inspiration4. Aos 29 anos de idade, Arceneaux é a estadunidense.
Ela é a Oficial Médica da nave e é a primeira cajun no espaço. Ela foi a primeira pessoa a ser lançada ao espaço com uma prótese.
Ela foi criada em St. Francisville. Aos 10 anos de idade, ela descobriu um câncer na sua perna esquerda. Ela passou por quimioterapia e  cirurgia no St. Jude com o objetivo de substituir o seu joelho e ter uma haste de titânio colocada em seu osso esquerdo da coxa. A experiência a inspirou a trabalhar com outros pacientes na St. Jude. 

## Família
Seu irmão Hayden e sua meia irmã são engenheiros aeroespaciais.

## Prêmios
2003 Louisiana Young Heroes.

## Ligação externa
- Tourist Biography: Hayley Arceneaux (Spacefacts)